# Sabarigua
Sabarigua es un pueblo venezolano que se encuentra en la península de Paraguaná.

## Origen del nombre
Aldea al norte de la población de Santa Cruz, de Pueblo Nuevo. Puede ser una alternación de Sibidigua, arbusto euforbiáceo.